# League Bowling
 League Bowling  es un juego de arcade lanzado en 1991 por SNK para el sistema Neo Geo (tanto MVS como AES).  El juego era único en aquel momento, siendo el primer arcade que pone énfasis en el bowling.  Los jugadores controlan personajes con cabello rojo y azul y pueden seleccionar pelotas de 8 a 15 libras.

## Modos
League Bowling  tiene tres tipos de modos de juego, hasta para 4 jugadores.

### Regulation
Es el juego normal de bowling, con 300 siendo una puntuación perfecta.

### Flash
Valores de 100 a 500 centelleará en un randomizer durante el tiempo el bowler echa su disparó.  Una huelga añade la bonificación centellea el valor a la puntuación acumuló al final del juego.

### Strike 90
Jugó justo gustar el control exceptúa que una huelga añade 90 puntos al próximos dos tiros, y un recambio añade 60 puntos al luego disparó.  30 puntos están otorgados en el caso de un objetivo de campo (echando la pelota en entre el 7 y 10 alfileres).

## Multi Link Play
Además, también tiene la opción para enlazar hasta 4 máquinas Neo-Geo MVS para permitir el juego de 8 jugadores. Este es el único juego para Neo-Geo que posee la característica de soportar hasta 8 jugadores. El gameplay de hasta 8 jugadores se puede ver en YouTube, con el enlace que hay más abajo.

## Recepción
El juego conocido con mixto a revisiones positivas de críticos. Lo Actualmente aguanta un 7.5 en GameFAQs. Muchos críticos criticaron sus controles para ser un poco incómodos, pero para uno de la primera arcada bowling juegos,  es passable. También, muchos críticos alabaron su estilo humorístico de gráficos y los caracteres, especialmente las reacciones del jugador si  consigue un: huelga, recambio o pierde.

## Ports
Tom Fulp, el fundador y CEO de Newgrounds porteo el juego para Flash en 2002. Las características portuarias ninguna selección de pelota, un modo de control sólo, menos animaciones, y el jugador diferente sprites es igual.
En el año 2010, SNK Playmore lanzó Neo-Geo Estación, el cual incluye la emulación del juego y otros juegos de Neo-Geo para PlayStation 3 y PSP.
El 12 de julio de 2011, fue lanzada una versión para la Consola Virtual de Wii en Japón.

## Easter Egg
Nadia, del anime "Nadia - El secreto del agua azul" puede ser vista aclamando en el fondo.